# Дабуй-є Джонубі (дегестан)
Дабуй-є Джонубі (перс. دابوئ جنوبی) — дегестан в Ірані, у бахші Дабудашт, в шагрестані Амоль остану Мазендеран. За даними перепису 2006 року, його населення становило 37796 осіб, які проживали у складі 9793 сімей.

## Населені пункти
До складу дегестану входять такі населені пункти:
- Абданґесар
- Абу-Магаллє
- Абу-оль-Гасанабад
- Аганґар-Кола-є Олья
- Аганґар-Кола-є Софла
- Азімабад
- Алу
- Амінабад
- Аскі-Магаллє
- Аспагі-Кола
- Ашрафабад
- Бала-Гашталь
- Бамер-Кола
- Банесар-Кола
- Барік-Магаллє
- Бернат
- Біш-Магаллє
- Бур-Магаллє
- Валік-е Олья
- Валік-е Софла
- Васкас
- Гаджіабад
- Ґалеш-Кола
- Гасанабад
- Гіяс-Кола
- Госейнабад
- Данґепія
- Дарзі-Кола
- Дау-Кола
- Деє
- Джалі-Кола
- До-Тіре
- Есламабад
- Еспіярбон
- Еспіярі
- Ешкар-Кола
- Зіяр-Кола
- Кабуд-Кола
- Каеміє-є Олья
- Каеміє-є Софла
- Кала-Коті
- Калік-Сар
- Каманґар-Кола
- Кара-Кола
- Качап-е Кольва
- Качап-е Олья
- Качап-е Софла
- Каші-Магаллє
- Корсі-Кола
- Магут-Кола
- Маджідабад
- Мамраз-Коті
- Марзанґу
- Марідж-Магаллє
- Міян-Руд
- Мотаггар-е Олья
- Мотаггар-е Софла
- Музі-Коті-є Олья
- Музі-Коті-є Софла
- Муса-Магаллє
- Наїджабад
- Нарґес-Марз
- Насерабад
- Новабад
- Овджак
- Паїн-Гашталь
- Пальгам-Коті
- Паша-Кола
- Пепін
- Раїсабад
- Рашкола
- Санґар
- Сарадж-Магаллє
- Сольтанабад
- Сурак
- Сурат-Кола
- Тазеабад
- Танга-Кола
- Тервіджан
- Тулє-Кола
- Чаре
- Шагр-е Коті
- Шанебанд
- Шаріятабад
- Шах-Кола
- Юсефабад